# ウメイロ
ウメイロ （梅色、Paracaesio xanthura） は、スズキ目スズキ亜目フエダイ科の魚の一種。海水魚。

## 分布
西太平洋からインド洋の温暖な海域。日本では黒潮の流れる伊豆半島より西の太平洋側と長崎県、南西諸島に多い。

## 形態
全長約45cm。頭が丸く、体は整った楕円形で、尾鰭の後縁が深く切れ込んでいる。
背の胸鰭の上部辺りから尾鰭にかけてが明黄褐色。それ以外の部分は青灰色をしている。腹はやや淡い。

## 生態
水深25 - 200メートル程の根の上部に棲み、群れで遊泳することが多いが、漁獲量はさほど多くない。海中では発光している。

### 食性
主に動物プランクトンを食べる。

## 利用
九州地方を中心に、食用に深海延縄漁や胴付き仕掛け針などを使った釣り漁が行われている。
産地では美味な総菜魚として親しまれ、肉質はやや柔らかいので椀種や蒸し物、煮付けによい。鮮度の良いものは、刺身でも賞味され、食味はマダイに似る。癖が全くなく、甘みも強いのでウメイロだけは食べられるという人もいるほど。
また、練り製品の原料にも利用される。
餌にはオキアミ等が使用される。

## 名称
上記の明黄褐色の部分が、梅の実の色に似ていることからこの名がある。

### 別名、地方名
地域によって、ウメ（梅）、ウグイス（鶯）などとも呼ばれる。どちらも背面の色からつけられた。

和歌山県では「沖タカベ」と呼ぶ地域がある。奄美群島では黄色いアオダイという意味でキーホタ、キーウンギャルと呼ぶ。沖縄本島ではシーヌクワーと呼ぶ。